# Stephanie von Belgien

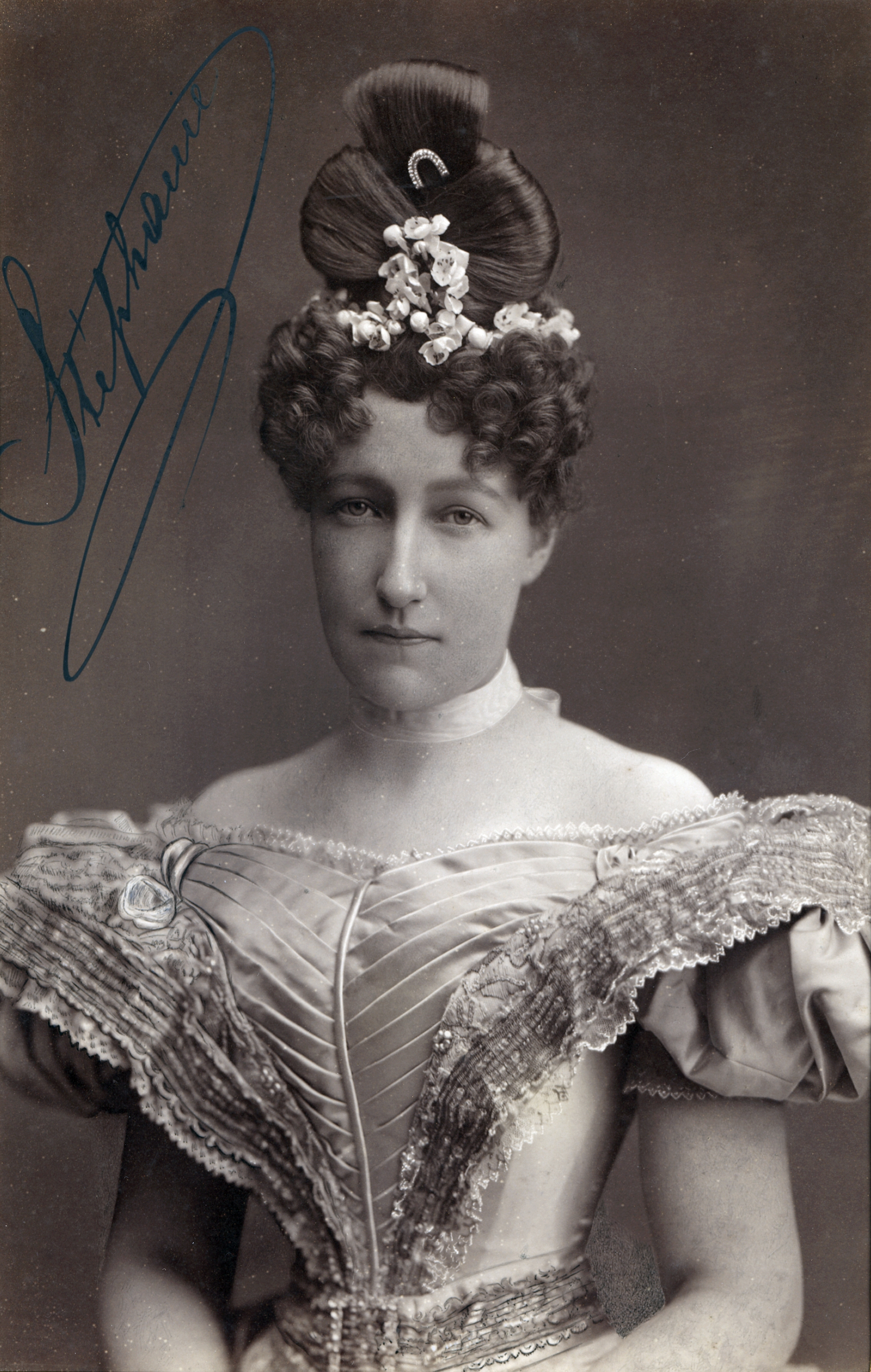
Prinzessin Stephanie (um 1880)

Stephanie Clotilde Louise Hermine Marie Charlotte von Belgien (* 21. Mai 1864 in Laeken bei Brüssel; † 23. August 1945 in Pannonhalma, Ungarn) war Prinzessin von Belgien und als Ehefrau von Kronprinz Rudolf Kronprinzessin von Österreich-Ungarn. Sie war in der Doppelmonarchie (1867–1918) die einzige Trägerin dieses Titels, da die Thronanwärter nach Rudolfs Tod keine Kronprinzen (Söhne des regierenden Monarchen) mehr waren und der spätere Kronprinz Otto (Sohn Karls I.) bis zum Ende der Monarchie unverheiratet blieb.

## Jugend
Prinzessin Stephanie wurde als zweite Tochter von König Leopold II. von Belgien und seiner Ehefrau Marie Henriette von Österreich geboren. Ihre Geschwister waren Louise (1858–1924), Clementine (1872–1955) und der schon als Kind verstorbene Kronprinz Leopold (1859–1869).
Stephanie hatte wie ihre Geschwister keine liebevolle Kindheit. Die Mutter zeigte den Kindern ihres ungeliebten Mannes wenig Zuneigung und auch der Vater hatte kaum Interesse an ihnen. Die Mutter erzog die drei Töchter mit drakonischer Strenge, wozu auch eigenhändige Züchtigungen mit der Rute gehörten.

## Kronprinzessin

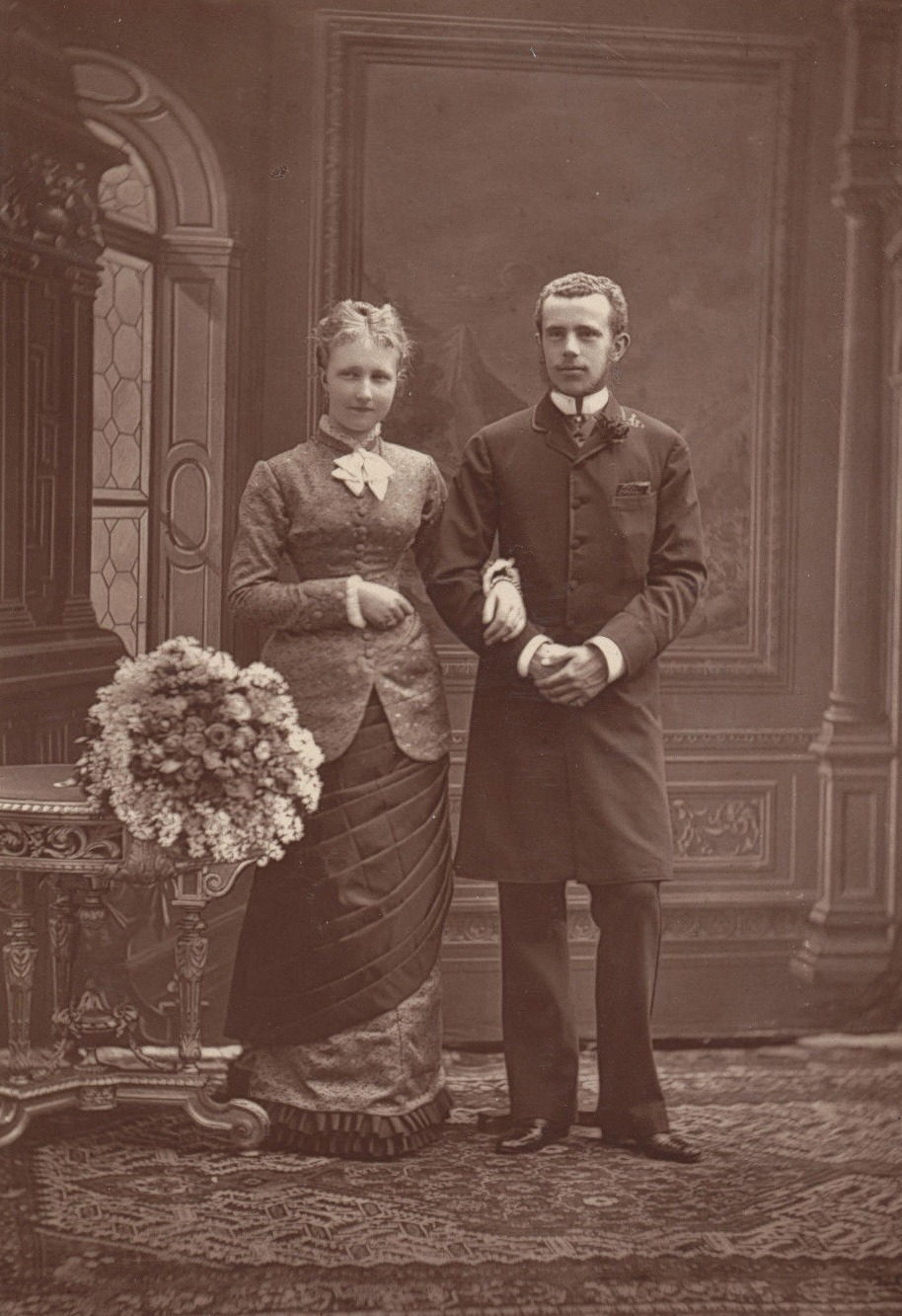
Stephanie und Rudolf bei ihrer Verlobung

Stephanies Verheiratung wurde von den Höfen in Wien und Brüssel geplant. Für den Wiener Kaiserhof kam als zukünftige Gattin Rudolfs nur eine katholische Prinzessin in Frage, die nicht älter als 20 Jahre sein sollte. Dass der für seine zahlreichen Affären mit attraktiven Frauen bekannte Kronprinz sich aus dynastischen Erwägungen bereitfand, die eher hausbackene Stephanie zu heiraten, der es an Charme, Witz und Konversationstalent mangelte, stieß in seinem Umfeld auf Verwunderung.
Die 16-jährige Stephanie und Rudolf heirateten am 10. Mai 1881 in Wien. Die Ehe der beiden galt in den ersten Jahren als glücklich. Die unerfahrene und unaufgeklärte Stephanie erkannte, dass ihr Mann durchaus liebenswürdig war. Nach der Hochzeit verbrachte das junge Paar zunächst einige Zeit auf Reisen und lebte dann in Prag. In dieser Zeit widmete sich Rudolf voller Elan seinen wissenschaftlichen Forschungen und die beiden führten ein ruhiges Leben.

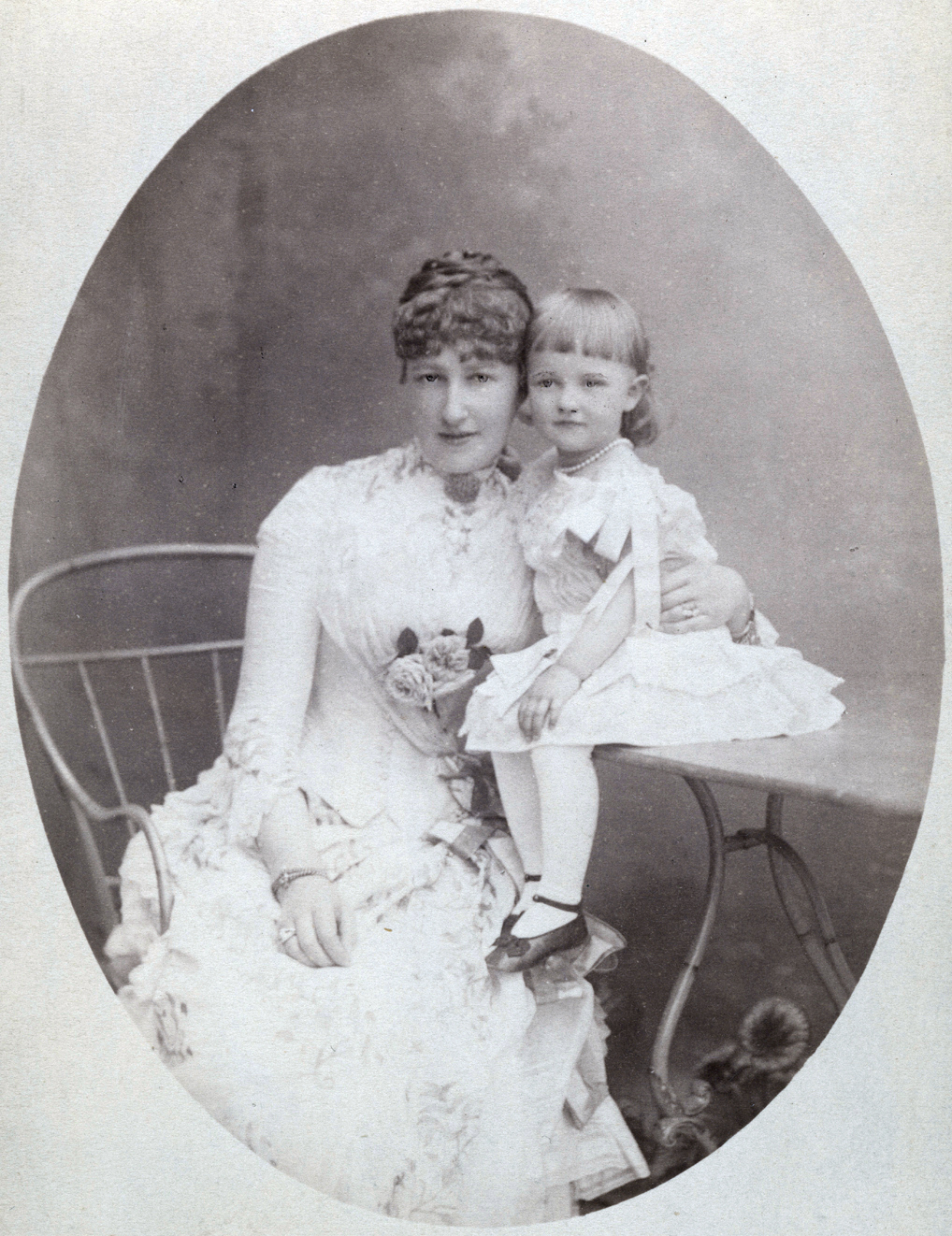
Stephanie mit ihrer einzigen Tochter Elisabeth Marie

Die Geburt der Tochter Elisabeth Marie, genannt Erzsi (die Koseform von Elisabeth auf Ungarisch, Erzsébet) im Jahr 1883 war für Rudolf eine große Enttäuschung. Die Geburt eines Thronfolgers hätte dazu beitragen können, das konfliktbehaftete Verhältnis zu seinem konservativen Vater, Kaiser Franz Joseph I., zu verbessern.
Der erhoffte Thronfolger blieb weiterhin aus, was vermutlich darauf zurückzuführen ist, dass Rudolf sich bei einer seiner Liebschaften mit einer Geschlechtskrankheit infizierte und seine Frau ansteckte, so dass sie unfruchtbar wurde. Schließlich zerbrach die Ehe, da die beiden sich mehr und mehr auseinandergelebt hatten.
Stephanie ließ ihrem Mann gegenüber erkennen, dass sie seine Freunde, allen voran den Zeitungsverleger Moritz Szeps, nicht ausstehen konnte. Ihrer Meinung nach vergiftete dieser ihren Mann mit seinen liberalen Ideen. Im Gegenzug verstand Rudolf die erzkonservative, dünkelhafte Einstellung seiner Gattin nicht, die er für völlig unzeitgemäß hielt.
Am Wiener Hof war Stephanie nie beliebt. Sie trug dort den Spitznamen „kühle Blonde“. Ihre Schwiegermutter, Kaiserin Elisabeth, nannte sie „Trampeltier“, da sie nicht so grazil war wie die Kaiserin selbst.
Als sie im Frühsommer 1887 mit ihrem Mann das Kronland Galizien bereiste, lernte die jetzt 23-jährige Kronprinzessin den 14 Jahre älteren, seit sieben Jahren verwitweten Grafen Artur Potocki (1850–1890) kennen, galizischer Landtagsabgeordneter und ab 1889 Mitglied des österreichischen Herrenhauses. Sie verliebte sich in den Vater zweier Töchter, versuchte aber, die Beziehung unter allen Umständen geheim zu halten. Allerdings sagte sie die Reise zur Feier des Goldenen Thronjubiläums von Königin Victoria von Großbritannien ab und ließ Rudolf allein reisen. Nur ihre in Wien lebende Schwester Louise, verheiratet mit Prinz Philipp von Sachsen-Coburg und Gotha, war in die Beziehung eingeweiht und organisierte intime Zusammenkünfte des Liebespaares. Dennoch wurde in Wien schon bald gemunkelt, die Kronprinzessin treffe sich heimlich mit einem polnischen Adeligen.
Rudolfs Suizid am 30. Jänner 1889 in Mayerling machte Stephanie im Alter von 25 Jahren zur Witwe. Der Kronprinz schrieb in seinem Abschiedsbrief an Stephanie: Liebe Stephanie! Du bist von meiner Gegenwart und Plage befreit; werde glücklich auf Deine Art. Sei gut für die arme Kleine, die das einzige ist, was von mir übrig bleibt. Seine und Stephanies Tochter Elisabeth Marie wurde von ihrem Großvater, Kaiser Franz Joseph, in Obhut genommen.
Stephanies Beziehung zu Potocki ging weiter, jedoch stellte sich heraus, dass er unheilbar an Zungenkrebs erkrankt war. Nach seiner zweiten Zungenoperation erholte er sich in der Kuranstalt Eder in Döbling am Rand von Wien. Das letzte Treffen der beiden fand im Jänner 1890 statt, doch konnte Potocki kaum mehr sprechen. Er starb am 26. März 1890.
Um dem Wiener Hof zu entkommen, der ihr eine Mitschuld an Rudolfs Suizid gab, begann die Kronprinzessin-Witwe wie ihre Schwiegermutter, Kaiserin Elisabeth, rastlos umherzureisen. Sie verbrachte viel Zeit mit ihren Schwestern Louise und Clementine und vermied es nach Möglichkeit, sich in Wien aufzuhalten. Am Hof hatte sie nach Rudolfs Tod kaum noch Repräsentationspflichten zu erfüllen.
Später versuchten ihr Vater und Franz Joseph vergeblich, Stephanie mit dem österreichisch-ungarischen Thronfolger Franz Ferdinand zu verheiraten; Franz Joseph wollte damit die nicht standesgemäße Verbindung des Thronfolgers mit Gräfin Sophie Chotek von Chotkowa verhindern.

## Die zweite Ehe

Stephanie und Graf Lónyay

Nachdem Stephanie fast zehn Jahre um Potocki getrauert hatte, verliebte sie sich in den ungarischen Grafen Elemér Lónyay von Nagy-Lónya und Vásáros-Namény. Um ihn heiraten zu können, verzichtete sie auf den Titel einer Kronprinzessin-Witwe und schied im Einvernehmen mit dem Kaiser aus dem Kaiserhaus aus. Dass Stephanie aus der Dynastie nicht im Groll ausschied, zeigte Franz Joseph, indem er die Braut bei der Abreise aus Wien zum Zug begleitete. Mit dem Tag ihrer erneuten Verheiratung wurde der Hofstaat der Kronprinzessin-Witwe aufgelöst und gleichzeitig ein Hofstaat für ihre Tochter Elisabeth Marie errichtet.
Die 36-jährige Stephanie heiratete Lónyay nach elf Jahren Witwenschaft am 22. März 1900 auf Schloss Miramare bei Triest, wo ihre Tante Charlotte von Belgien mit ihrem Gatten, Erzherzog Maximilian von Österreich gelebt hatte, bevor Maximilian den Kaiserthron von Mexiko bestieg. Stephanie hatte Miramare, das der Disposition des Monarchen unterstand, 1882 mit Franz Joseph, Elisabeth und Rudolf offiziell besucht und 1885 einige Tage dort verbracht.
Die für ein ehemaliges Mitglied des belgischen Königshauses und österreichischen Kaiserhauses nicht standesgemäße zweite Heirat führte zum endgültigen Bruch Stephanies mit ihrem Vater, dem belgischen König. Doch wurde diese Ehe Stephanies glücklichster Lebensabschnitt, den sie nie bereute. 1917 wurden Graf und Gräfin Lónyay vom letzten österreichischen Kaiser, Karl I., in den Fürstenstand erhoben.
Das Paar lebte bis 1906 in der Villa Zichy in Kalksburg südlich von Wien, im heutigen 23. Wiener Gemeindebezirk Liesing, dann auf Schloss Karlburg (ungarisch: Oroszvár, slowakisch: Rusovce), einem herrschaftlichen Besitz in der Nähe von Bratislava in den Auen am südlichen Donauufer (damals zu Ungarn gehörend, heute Außenbezirk der slowakischen Hauptstadt). Die zweistöckige Schlossanlage mit mehr als 200 Zimmern wurde mit allem Komfort ausgestattet; die Lónyays ließen umfangreiche Umbauarbeiten durchführen (unter anderem neue Bäder), und zur Verbesserung der Wasserversorgung wurde im Park ein neuer Wasserturm errichtet.

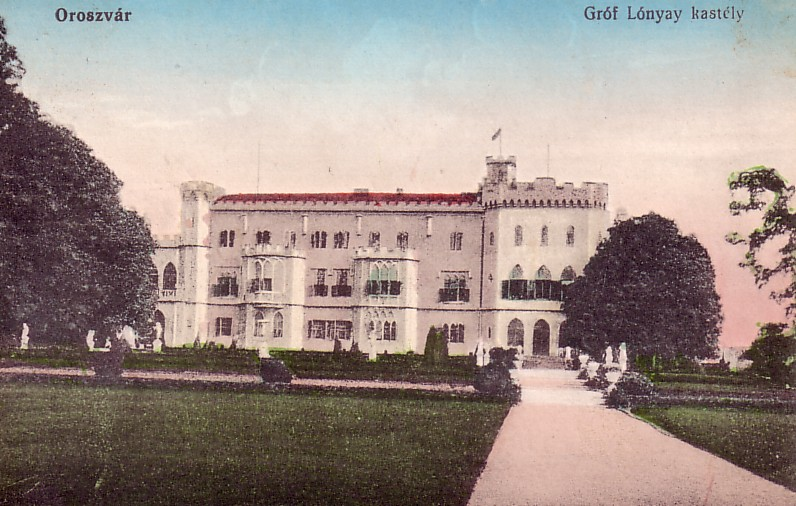
Schloss Karlburg

Die naturliebende Stephanie kümmerte sich um die ausgedehnten Garten- und Parkanlagen mit mehr als 30 Glashäusern. Geschäftssinn bewies Stephanie durch die Gründung der gewinnbringenden Gärtnerei und Baumschule „Stephaneum“. Viermal im Jahr erschien ein jeweils etwa 100 Seiten umfassender Katalog. Zu den häufig stattfindenden Jagden wurden Mitglieder des Hochadels geladen. Franz Ferdinand und seine Frau Sophie Herzogin von Hohenberg waren gern gesehene Gäste auf dem Lónyayschen Besitz, da auch diese beiden nicht standesgemäß verheiratet waren.
Stephanie hielt auch mit Franz Joseph I. weiterhin Kontakt: Pressemeldungen zufolge besuchte sie ihn am 8. September 1914 zu einer längeren Privataudienz in Schloss Schönbrunn. Auf der Schleife ihres Kranzes für den verstorbenen Kaiser standen 1916 die Worte „Von Deiner ewig dankbaren – Dich treu liebenden Stephanie.“

## Familienzwist
Als ihre Mutter 1902 in Spa starb, reiste Stephanie zur Beerdigung nach Brüssel. Doch als sie am Sarg Abschied nehmen wollte, wies ihr Vater sie aus der Kapelle. Das Erbe ihrer Mutter betrug nur 50.000 Francs, was vor allem die Gläubiger von Stephanies hoch verschuldeter Schwester Louise nicht glauben konnten, hatte der König doch Milliarden im Belgischen Kongo (anfangs sein Privatbesitz) verdient. Stephanie zog mit den Gläubigern Louises gegen ihren Vater vor Gericht, verlor jedoch den Prozess.
Mit ihrer Tochter, Erzherzogin Elisabeth Marie, hatte Stephanie nach ihrer erneuten Eheschließung fast keinen Kontakt mehr. Ihr Verhältnis zur Tochter war dadurch getrübt, dass Elisabeth Marie ihrer Mutter eine Mitschuld an der „Tragödie von Mayerling“ gab.

## Späte Jahre
1935 veröffentlichte Stephanie unter dem Titel Ich sollte Kaiserin werden ihre Memoiren. Dies führte in Österreich zu einem Skandal (ihre Tochter ließ die Verbreitung des Buches in Österreich gerichtlich verbieten), das Buch verkaufte sich dennoch sehr gut und wurde in mehrere Sprachen übersetzt.
Während des Zweiten Weltkriegs quartierte sich im Herbst 1944 ein Waffen-SS-Kommando unter der Führung von SS-Brigadeführer Edmund Veesenmayer im Schloss Karlburg ein. Im März 1945 versuchten die abziehenden deutschen Truppen das Fürstenpaar zum Mitkommen zu überreden. Die Lónyays lehnten ab. In den letzten Monaten ihres Lebens verschlechterte sich Stephanies Gesundheitszustand. Sie litt an einem schweren Herzleiden und verließ ihr Bett in der Regel nicht mehr. In diesem Zustand erlebte sie die Besetzung Karlburgs durch die Rote Armee am 2. April 1945. Im Mai 1945 gelang es Krizosztom Kelemen, Erzabt der Benediktinerabtei von Pannonhalma, das greise Fürstenehepaar in die Abtei zu bringen, die unter dem Schutze des Internationalen Roten Kreuzes stand. Dort verbrachte Stephanie die letzten Wochen ihres Lebens; hier starb sie 81-jährig am 23. August 1945. Ihrem Wunsch gemäß wurde sie in der Krypta der St. Stephans-Basilika von Pannonhalma beigesetzt. An der Bestattung nahmen lediglich ihr Mann, ihre Kammerzofe sowie Priester und Mönche der Erzabtei teil.
Auf ihrem Grabstein befindet sich folgende Inschrift in ungarischer Sprache:
LÓNYAY ELEMÉR HERCEG FELESÉGE
STEFÁNIA
BELGA KIRÁLYI HERCEGNŐ AUSTRIA ÉS MAGYARORSZÁG
VOLT TRÓNÖRÖKÖSNEK ÖZVEGYE
A WETTIN ÉS THÜRINGEN NEMZETSÉG SARJA
A KÖTELESSÉGNEK ÉLT ISTENNEL ISTENÉRT
HŰSÉGES SZERETETET FÉRJE IRÁNT
ÁTVITTE AZ ÖRÖK ÉLETBE
1864. V. 21 - 1945. VIII. 23.
Das Inventar der persönlichen Verlassenschaft, das nach Stephanies Tod in Pannonhalma erstellt wurde, listet 251 Positionen auf, darunter als wertvollste Einzelobjekte zwei Brillantnadeln mit je sechs Steinen und eine Halskette mit drei Brillantschließen.
Ihr Witwer Elemér Fürst Lónyay von Nagy-Lónya und Vásáros-Namény überlebte seine Gemahlin nur um ein knappes Jahr. Als der Beschluss der Pariser Friedenskonferenz 1946 bekannt wurde, Karlburg von Ungarn abzutrennen (Preßburger Brückenkopf) und ab 15. Oktober 1947 an die neu entstandene Tschechoslowakei anzugliedern, machte sich der patriotische Ungar Lónyay nochmals auf den Weg nach Karlburg und ließ alles, was im Schloss noch nicht geplündert worden war, mit Hilfe der Benediktiner in die Abtei Pannonhalma überführen, wobei die russischen Soldaten mit Weinfässern bestochen wurden. So befindet sich die Schlossbibliothek Karlburg mit ihren etwa 4500 Bänden und geschnitzten Bücherschränken heute in der Erzabtei.
Am 29. Juli 1946 starb Elemér Lónyay in Budapest; er wurde in der Krypta der Basilika neben seiner Ehefrau Prinzessin Stephanie beigesetzt. Die Epitaphe des Fürstenpaares in der Oberkirche mussten in der Zeit der kommunistischen Herrschaft Ungarns überdeckt werden; sie wurden erst nach der Wende wieder freigelegt. Auch heute noch sind in der Abtei Pannonhalma viele Erinnerungsstücke an die Lónyays zu sehen.
Schloss und Herrschaft Karlburg, die das Ehepaar Lónyai testamentarisch den Benediktinern der Erzabtei Pannonhalma vermacht hatte, wurden von der Regierung der Tschechoslowakei beschlagnahmt und verstaatlicht. Der jahrzehntelange Restitutionsprozess zwischen der Benediktinerabtei und der Tschechoslowakei bzw. der Slowakei wurde in letzter Instanz 2009 vom Europäischen Gerichtshof zugunsten der Slowakischen Republik entschieden.

## Nachkommen
- Elisabeth Marie (1883–1963), die rote Erzherzogin

## Gedenken

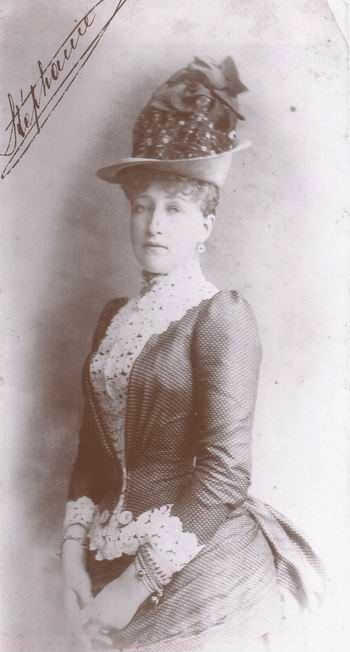
Prinzessin Stephanie von Belgien. Fotografie von Ludwig Grillich (1855–1926).

Während Stephanies Ehe mit Kronprinz Rudolf wurden nach ihr benannt:
- der am 19. Mai 1881 von Johann Palisa entdeckte Asteroid Stephania,
- die Stephanienwarte auf der Platte in Graz Mariatrost,
- 1885 der Stephaniensaal in Graz, ein 1977–1980 zum Kongresszentrum ausgebauter Konzertsaal,
- 1885 die Stephaniestraße in Preßburg (wurde 1921 in „Štefánikova“ umbenannt)
- 1885 die Stephanie-Paradieselster, eine zu den Paradiesvögeln gehörende Art
- 1886 die Stephaniebrücke, Vorgängerin der heutigen Wiener Salztorbrücke
- 1887 die bis heute bestehende Stephaniewarte auf dem Kahlenberg in Wien
- 1889 die später umbenannte Kronprinzessin-Stephanie-Warte in Karlsbad.
- Für den Besuch der Kronprinzessin im Jahre 1888 wurden die bis dahin schwer zugänglichen Plitvicer Seen in Kroatien erschlossen und erste Stege über das Wasser gebaut. Bis heute trägt einer der bekanntesten Wege durch den Nationalpark den Namen Štefanijin put (Stephanies Weg).
- Kronprinzessin Stefaniegasse (Mödling, ausgerichtet auf Wausenhauskirche)